# For Emma, Forever Ago
For Emma, Forever Ago is het eerste album van Bon Iver, een pseudoniem van Justin Vernon. Aanvankelijk werden vijfhonderd stuks in eigen beheer uitgegeven (2007). Later werd het album uitgegeven door het Jagjaguwar-label (in de Verenigde Staten, februari 2008) en door 4AD (in Groot-Brittannië en Europa, mei 2008). In Nederland en België werd het door V2 Records uitgebracht. 
For Emma, Forever Ago geniet relatief veel succes, zo kwam het op de achtste plaats terecht van OOR's eindlijst in 2008 en staat het op plaats 76 van de top 250 van MusicMeter.
Toen zijn vorige band, DeYarmond Edison, uit elkaar ging, sloot Vernon zich drie maanden lang op in een hut in Wisconsin om te overwinteren. Het resultaat van deze drie maanden van eenzaamheid is het album For Emma, Forever Ago. Al zijn opgekropte emoties van de afgelopen zes jaar kon hij kwijt in het schrijven van deze muziek, aldus zijn biografie. Het hele album is door Vernon zelf geproduceerd en alle nummers zijn door hem geschreven.

## Composities
| Nr. | Titel                     | Duur |
| --- | ------------------------- | ---- |
| 1.  | Flume                     | 3:39 |
| 2.  | Lump Sum                  | 3:21 |
| 3.  | Skinny love               | 3:59 |
| 4.  | The Wolves (Act I and II) | 5:22 |
| 5.  | Blindsided                | 5:29 |
| 6.  | Creature Fear             | 3:06 |
| 7.  | Team                      | 1:57 |
| 8.  | For Emma                  | 3:41 |
| 9.  | re: Stacks                | 6:41 |

| Nr. | Titel     | Duur |
| --- | --------- | ---- |
| 10. | Wisconsin | 5:24 |

## Hitnoteringen

### NederlandseAlbum Top 100
| Hitnotering: (Week 1 t/m 2) 10-01-2009 t/m 17-01-2009 Hitnotering: (Week 3) 29-08-2009 | Hitnotering: (Week 1 t/m 2) 10-01-2009 t/m 17-01-2009 Hitnotering: (Week 3) 29-08-2009 | Hitnotering: (Week 1 t/m 2) 10-01-2009 t/m 17-01-2009 Hitnotering: (Week 3) 29-08-2009 | Hitnotering: (Week 1 t/m 2) 10-01-2009 t/m 17-01-2009 Hitnotering: (Week 3) 29-08-2009 | Hitnotering: (Week 1 t/m 2) 10-01-2009 t/m 17-01-2009 Hitnotering: (Week 3) 29-08-2009 | Hitnotering: (Week 1 t/m 2) 10-01-2009 t/m 17-01-2009 Hitnotering: (Week 3) 29-08-2009 |
| Week:                                                                                  | 1                                                                                      | 2                                                                                      |                                                                                        | 3                                                                                      |                                                                                        |
| -------------------------------------------------------------------------------------- | -------------------------------------------------------------------------------------- | -------------------------------------------------------------------------------------- | -------------------------------------------------------------------------------------- | -------------------------------------------------------------------------------------- | -------------------------------------------------------------------------------------- |
| Positie:                                                                               | 95                                                                                     | 87                                                                                     | uit                                                                                    | 61                                                                                     | uit                                                                                    |

### VlaamseUltratop 100Albums
| Hitnotering: (Week 1 t/m 10) 24-05-2008 t/m 26-07-2008 Hitnotering: (Week 11) 16-08-2008 Hitnotering: (Week 12 t/m 14) 30-08-2008 t/m 13-09-2008 Hitnotering: (Week 15 t/m 37) 18-10-2008 t/m 21-03-2009 Hitnotering: (Week 38) 11-04-2009 Hitnotering: (Week 39 t/m 42) 29-08-2009 t/m 19-09-2009 Hitnotering: (Week 43) 25-06-2011 Hitnotering: (Week 44) 05-11-2011 Hitnotering: (Week 45) 21-01-2012 | Hitnotering: (Week 1 t/m 10) 24-05-2008 t/m 26-07-2008 Hitnotering: (Week 11) 16-08-2008 Hitnotering: (Week 12 t/m 14) 30-08-2008 t/m 13-09-2008 Hitnotering: (Week 15 t/m 37) 18-10-2008 t/m 21-03-2009 Hitnotering: (Week 38) 11-04-2009 Hitnotering: (Week 39 t/m 42) 29-08-2009 t/m 19-09-2009 Hitnotering: (Week 43) 25-06-2011 Hitnotering: (Week 44) 05-11-2011 Hitnotering: (Week 45) 21-01-2012 | Hitnotering: (Week 1 t/m 10) 24-05-2008 t/m 26-07-2008 Hitnotering: (Week 11) 16-08-2008 Hitnotering: (Week 12 t/m 14) 30-08-2008 t/m 13-09-2008 Hitnotering: (Week 15 t/m 37) 18-10-2008 t/m 21-03-2009 Hitnotering: (Week 38) 11-04-2009 Hitnotering: (Week 39 t/m 42) 29-08-2009 t/m 19-09-2009 Hitnotering: (Week 43) 25-06-2011 Hitnotering: (Week 44) 05-11-2011 Hitnotering: (Week 45) 21-01-2012 | Hitnotering: (Week 1 t/m 10) 24-05-2008 t/m 26-07-2008 Hitnotering: (Week 11) 16-08-2008 Hitnotering: (Week 12 t/m 14) 30-08-2008 t/m 13-09-2008 Hitnotering: (Week 15 t/m 37) 18-10-2008 t/m 21-03-2009 Hitnotering: (Week 38) 11-04-2009 Hitnotering: (Week 39 t/m 42) 29-08-2009 t/m 19-09-2009 Hitnotering: (Week 43) 25-06-2011 Hitnotering: (Week 44) 05-11-2011 Hitnotering: (Week 45) 21-01-2012 | Hitnotering: (Week 1 t/m 10) 24-05-2008 t/m 26-07-2008 Hitnotering: (Week 11) 16-08-2008 Hitnotering: (Week 12 t/m 14) 30-08-2008 t/m 13-09-2008 Hitnotering: (Week 15 t/m 37) 18-10-2008 t/m 21-03-2009 Hitnotering: (Week 38) 11-04-2009 Hitnotering: (Week 39 t/m 42) 29-08-2009 t/m 19-09-2009 Hitnotering: (Week 43) 25-06-2011 Hitnotering: (Week 44) 05-11-2011 Hitnotering: (Week 45) 21-01-2012 | Hitnotering: (Week 1 t/m 10) 24-05-2008 t/m 26-07-2008 Hitnotering: (Week 11) 16-08-2008 Hitnotering: (Week 12 t/m 14) 30-08-2008 t/m 13-09-2008 Hitnotering: (Week 15 t/m 37) 18-10-2008 t/m 21-03-2009 Hitnotering: (Week 38) 11-04-2009 Hitnotering: (Week 39 t/m 42) 29-08-2009 t/m 19-09-2009 Hitnotering: (Week 43) 25-06-2011 Hitnotering: (Week 44) 05-11-2011 Hitnotering: (Week 45) 21-01-2012 | Hitnotering: (Week 1 t/m 10) 24-05-2008 t/m 26-07-2008 Hitnotering: (Week 11) 16-08-2008 Hitnotering: (Week 12 t/m 14) 30-08-2008 t/m 13-09-2008 Hitnotering: (Week 15 t/m 37) 18-10-2008 t/m 21-03-2009 Hitnotering: (Week 38) 11-04-2009 Hitnotering: (Week 39 t/m 42) 29-08-2009 t/m 19-09-2009 Hitnotering: (Week 43) 25-06-2011 Hitnotering: (Week 44) 05-11-2011 Hitnotering: (Week 45) 21-01-2012 | Hitnotering: (Week 1 t/m 10) 24-05-2008 t/m 26-07-2008 Hitnotering: (Week 11) 16-08-2008 Hitnotering: (Week 12 t/m 14) 30-08-2008 t/m 13-09-2008 Hitnotering: (Week 15 t/m 37) 18-10-2008 t/m 21-03-2009 Hitnotering: (Week 38) 11-04-2009 Hitnotering: (Week 39 t/m 42) 29-08-2009 t/m 19-09-2009 Hitnotering: (Week 43) 25-06-2011 Hitnotering: (Week 44) 05-11-2011 Hitnotering: (Week 45) 21-01-2012 | Hitnotering: (Week 1 t/m 10) 24-05-2008 t/m 26-07-2008 Hitnotering: (Week 11) 16-08-2008 Hitnotering: (Week 12 t/m 14) 30-08-2008 t/m 13-09-2008 Hitnotering: (Week 15 t/m 37) 18-10-2008 t/m 21-03-2009 Hitnotering: (Week 38) 11-04-2009 Hitnotering: (Week 39 t/m 42) 29-08-2009 t/m 19-09-2009 Hitnotering: (Week 43) 25-06-2011 Hitnotering: (Week 44) 05-11-2011 Hitnotering: (Week 45) 21-01-2012 | Hitnotering: (Week 1 t/m 10) 24-05-2008 t/m 26-07-2008 Hitnotering: (Week 11) 16-08-2008 Hitnotering: (Week 12 t/m 14) 30-08-2008 t/m 13-09-2008 Hitnotering: (Week 15 t/m 37) 18-10-2008 t/m 21-03-2009 Hitnotering: (Week 38) 11-04-2009 Hitnotering: (Week 39 t/m 42) 29-08-2009 t/m 19-09-2009 Hitnotering: (Week 43) 25-06-2011 Hitnotering: (Week 44) 05-11-2011 Hitnotering: (Week 45) 21-01-2012 | Hitnotering: (Week 1 t/m 10) 24-05-2008 t/m 26-07-2008 Hitnotering: (Week 11) 16-08-2008 Hitnotering: (Week 12 t/m 14) 30-08-2008 t/m 13-09-2008 Hitnotering: (Week 15 t/m 37) 18-10-2008 t/m 21-03-2009 Hitnotering: (Week 38) 11-04-2009 Hitnotering: (Week 39 t/m 42) 29-08-2009 t/m 19-09-2009 Hitnotering: (Week 43) 25-06-2011 Hitnotering: (Week 44) 05-11-2011 Hitnotering: (Week 45) 21-01-2012 | Hitnotering: (Week 1 t/m 10) 24-05-2008 t/m 26-07-2008 Hitnotering: (Week 11) 16-08-2008 Hitnotering: (Week 12 t/m 14) 30-08-2008 t/m 13-09-2008 Hitnotering: (Week 15 t/m 37) 18-10-2008 t/m 21-03-2009 Hitnotering: (Week 38) 11-04-2009 Hitnotering: (Week 39 t/m 42) 29-08-2009 t/m 19-09-2009 Hitnotering: (Week 43) 25-06-2011 Hitnotering: (Week 44) 05-11-2011 Hitnotering: (Week 45) 21-01-2012 | Hitnotering: (Week 1 t/m 10) 24-05-2008 t/m 26-07-2008 Hitnotering: (Week 11) 16-08-2008 Hitnotering: (Week 12 t/m 14) 30-08-2008 t/m 13-09-2008 Hitnotering: (Week 15 t/m 37) 18-10-2008 t/m 21-03-2009 Hitnotering: (Week 38) 11-04-2009 Hitnotering: (Week 39 t/m 42) 29-08-2009 t/m 19-09-2009 Hitnotering: (Week 43) 25-06-2011 Hitnotering: (Week 44) 05-11-2011 Hitnotering: (Week 45) 21-01-2012 | Hitnotering: (Week 1 t/m 10) 24-05-2008 t/m 26-07-2008 Hitnotering: (Week 11) 16-08-2008 Hitnotering: (Week 12 t/m 14) 30-08-2008 t/m 13-09-2008 Hitnotering: (Week 15 t/m 37) 18-10-2008 t/m 21-03-2009 Hitnotering: (Week 38) 11-04-2009 Hitnotering: (Week 39 t/m 42) 29-08-2009 t/m 19-09-2009 Hitnotering: (Week 43) 25-06-2011 Hitnotering: (Week 44) 05-11-2011 Hitnotering: (Week 45) 21-01-2012 | Hitnotering: (Week 1 t/m 10) 24-05-2008 t/m 26-07-2008 Hitnotering: (Week 11) 16-08-2008 Hitnotering: (Week 12 t/m 14) 30-08-2008 t/m 13-09-2008 Hitnotering: (Week 15 t/m 37) 18-10-2008 t/m 21-03-2009 Hitnotering: (Week 38) 11-04-2009 Hitnotering: (Week 39 t/m 42) 29-08-2009 t/m 19-09-2009 Hitnotering: (Week 43) 25-06-2011 Hitnotering: (Week 44) 05-11-2011 Hitnotering: (Week 45) 21-01-2012 | Hitnotering: (Week 1 t/m 10) 24-05-2008 t/m 26-07-2008 Hitnotering: (Week 11) 16-08-2008 Hitnotering: (Week 12 t/m 14) 30-08-2008 t/m 13-09-2008 Hitnotering: (Week 15 t/m 37) 18-10-2008 t/m 21-03-2009 Hitnotering: (Week 38) 11-04-2009 Hitnotering: (Week 39 t/m 42) 29-08-2009 t/m 19-09-2009 Hitnotering: (Week 43) 25-06-2011 Hitnotering: (Week 44) 05-11-2011 Hitnotering: (Week 45) 21-01-2012 | Hitnotering: (Week 1 t/m 10) 24-05-2008 t/m 26-07-2008 Hitnotering: (Week 11) 16-08-2008 Hitnotering: (Week 12 t/m 14) 30-08-2008 t/m 13-09-2008 Hitnotering: (Week 15 t/m 37) 18-10-2008 t/m 21-03-2009 Hitnotering: (Week 38) 11-04-2009 Hitnotering: (Week 39 t/m 42) 29-08-2009 t/m 19-09-2009 Hitnotering: (Week 43) 25-06-2011 Hitnotering: (Week 44) 05-11-2011 Hitnotering: (Week 45) 21-01-2012 | Hitnotering: (Week 1 t/m 10) 24-05-2008 t/m 26-07-2008 Hitnotering: (Week 11) 16-08-2008 Hitnotering: (Week 12 t/m 14) 30-08-2008 t/m 13-09-2008 Hitnotering: (Week 15 t/m 37) 18-10-2008 t/m 21-03-2009 Hitnotering: (Week 38) 11-04-2009 Hitnotering: (Week 39 t/m 42) 29-08-2009 t/m 19-09-2009 Hitnotering: (Week 43) 25-06-2011 Hitnotering: (Week 44) 05-11-2011 Hitnotering: (Week 45) 21-01-2012 | Hitnotering: (Week 1 t/m 10) 24-05-2008 t/m 26-07-2008 Hitnotering: (Week 11) 16-08-2008 Hitnotering: (Week 12 t/m 14) 30-08-2008 t/m 13-09-2008 Hitnotering: (Week 15 t/m 37) 18-10-2008 t/m 21-03-2009 Hitnotering: (Week 38) 11-04-2009 Hitnotering: (Week 39 t/m 42) 29-08-2009 t/m 19-09-2009 Hitnotering: (Week 43) 25-06-2011 Hitnotering: (Week 44) 05-11-2011 Hitnotering: (Week 45) 21-01-2012 |
| Week: | 1 | 2 | 3 | 4 | 5 | 6 | 7 | 8 | 9 | 10 | | 11 | | 12 | 13 | 14 | | 15 |
| --- | --- | --- | --- | --- | --- | --- | --- | --- | --- | --- | --- | --- | --- | --- | --- | --- | --- | --- |
| Positie: | 55 | 44 | 37 | 39 | 47 | 62 | 61 | 82 | 96 | 95 | uit | 83 | uit | 94 | 92 | 73 | uit | 20 |
| Week: | 16 | 17 | 18 | 19 | 20 | 21 | 22 | 23 | 24 | 25 | 26 | 27 | 28 | 29 | 30 | 31 | 32 | 33 |
| Positie: | 30 | 36 | 51 | 46 | 62 | 80 | 70 | 53 | 55 | 61 | 57 | 43 | 26 | 40 | 46 | 43 | 41 | 59 |
| Week: | 34 | 35 | 36 | 37 | | 38 | | 39 | 40 | 41 | 42 | | 43 | | 44 | | 45 | |
| Positie: | 48 | 63 | 74 | 88 | uit | 96 | uit | 73 | 53 | 66 | 99 | uit | 92 | uit | 94 | uit | 99 | uit |